# ایسی تاکاهاشی
ایسّی تاکاهاشی (به ژاپنی: 高橋 一生 Takahashi Issei)؛( زادهٔ ۹ دسامبر ۱۹۸۰) یک هنرپیشه و صداپیشه اهل ژاپن است.
از فیلم‌ها یا برنامه‌های تلویزیونی که وی در آن نقش داشته است می‌توان به زن قلعه‌دار، نائوتورا اشاره کرد.